# Barrington J. Bayley
Pour les articles homonymes, voir Bayley.
Barrington J. Bayley, né le 9 avril 1937 à Birmingham et mort le 14 octobre 2008 à Shrewsbury, est un écrivain britannique de science-fiction.

## Carrière littéraire
Barrington J. Bayley est né à Bigmingham et fait ses études à Newport dans le Shropshire. Il occupe différents emplois avant de rejoindre en 1955 la Royal Air Force. Son premier récit « Combat's End » est publié en 1954 dans le Vargo Statten Magazine.
Dans les années 1960, Barrington J. Bayley devient l'ami et le collaborateur de Michael Moorcock alors directeur de la revue New Worlds, et rejoint le mouvement littéraire New wave. Ses nouvelles paraissent régulièrement dans le magazine New Worlds et par la suite dans différentes anthologies de la revue. Son premier roman, The Star Virus est suivi d'une douzaine d'autres. Son approche pessimiste et sombre de l'écriture romanesque a été mentionnée comme ayant influencé M. John Harrison, Brian Stableford, Bruce Sterling, Iain Banks, et Alastair Reynolds,. Il est considéré comme un modèle du genre littéraire space opera. Pour l'écrivain et critique littéraire John Clute, Barrington J. Bayley est un « écrivain de science-fiction qui a considéré la condition humaine comme un puzzle à résoudre ».
Son roman, Le Rayon zen (The Zen Gun) fait partie des œuvres nommées pour le prix Philip-K.-Dick 1983.
B. J. Bayley a utilisé divers noms de plume : P.F Woods, J. Barrington Bayley, Alan Aumbry, Michael Barrington, Simon Barclay, John Diamond.

## Œuvres

### Romans
- (en) The Star Virus, 1970
- (en) Annihilation Factor, 1972
- (en) Empire of Two Worlds, 1972
- (en) Collision Course, 1973
- (en) The Fall of Chronopolis, 1974
- (en) The Soul of the Robot, 1974
- (en) The Garments of Caean, 1976
- (en) The Grand Wheel, 1977
- (en) Star Winds, 1978
- (en) The Pillars of Eternity, 1982
- Le Rayon zen, Robert Laffont, coll. « Ailleurs et Demain », 1984 ((en) The Zen Gun, 1983), trad. William Olivier Desmond, 232 p.  (ISBN 2-221-04456-8)
- (en) The Forest of Peldain, 1985
- (en) The Rod of Light, 1985
- (en) The Sinners of Erspia, 2005
- (en) The Great Hydration, 2005

### Nouvelles
- (en) Combat's End, 1954Publié également sous le titre Cosmic Combatants
- (en) Cold Death, 1955
- (en) Last Post, 1955
- (en) Kindly Travellers, 1955
- (en) The Bargain, 1955
- (en) Martyrs Appointed, 1955
- (en) Fugitive, 1956
- (en) The Reluctant Death, 1956
- (en) Consolidation, 1959
- (en) Peace on Earth, 1959Écrit avec Michael Moorcock.
- (en) The Tank, 1961
- (en) The Radius Riders, 1962
- (en) Double Time, 1962
- (en) The Big Sound, 1962
- (en) The Ship That Sailed the Ocean of Space, 1962Publié également sous le titre Fishing Trip
- (en) Solo Flight, 1963
- (en) Flux, 1963Écrit avec Michael Moorcock.
- (en) Natural Defence, 1963
- (en) Return Visit, 1963
- (en) Farewell, Dear Brother, 1964
- (en) The Countenance, 1964
- (en) Integrity, 1964
- (en) The Star Virus, 1964
- (en) The Patch, 1964
- (en) All the King's Men, 1965
- (en) The Ship of Disaster, 1965
- (en) Reactionary, 1965
- (en) Catspaw, 1965
- (en) A Taste of the Afterlife, 1966Écrit avec Charles Platt (en).
- (en) Aid to Nothing, 1967
- (en) The Four-Color Problem, 1971
- (en) Exit From City 5, 1971
- (en) Man In Transit, 1972
- (en) The Exploration of Space, 1972
- (en) The Seed of Evil, 1973
- (en) Mutation Planet, 1973
- (en) An Overload, 1973
- (en) Me and My Antronoscope, 1973
- (en) Maladjustment, 1974
- (en) The Bees of Knowledge, 1975
- (en) The Cabinet of Oliver Naylor, 1976
- (en) The Problem of Morley's Emission, 1978
- (en) Rome Vindicated, 1978
- (en) Sporting with the Chid, 1979
- (en) Life Trap, 1979
- (en) Perfect Love, 1979
- (en) The Infinite Searchlight, 1979
- (en) Wizard Wazo's Revenge, 1979
- (en) The God Gun, 1979
- (en) The Forever Racket, 1980
- (en) The Ur-Plant, 1983
- (en) Escapist Literature, 1985
- (en) When They Asked Him What Happens, 1988
- (en) Death Ship, 1989
- (en) Cling to the Curvature!, 1989
- (en) Tommy Atkins, 1989
- (en) The Death of Arlett, 1989
- (en) The Phobeya, 1990Écrit avec Sean Bayley.
- (en) Galimatias, 1990
- (en) Culture Shock, 1990
- (en) Light, 1991
- (en) The Remembrance, 1991
- (en) Don't Leave Me, 1992
- (en) Doctor Pinter in the Mythology Isles, 1992
- (en) Why Live? Dream!, 1992
- (en) Quiddity Wars, 1992
- (en) Teatray in the Sky, 1992
- (en) This Way into the Wendy House, 1993
- (en) Love in Backspace, 1994
- (en) Gnostic Endings : Flight to the Hypercosmos, 1994
- (en) On the Ledge, 1994
- (en) Get Out of Here, 1995
- (en) Duel Among the Wine Green SunsÉcrit avec Michael Moorcock.
- (en) The Island of Dr. Romeau, 1995
- (en) A Crab Must Try, 1996Prix British Science Fiction de la meilleure fiction courte 1996
- (en) The Crear, 1996
- (en) Children of the Emperor, 1998
- (en) The Lives of Ferag Lion-Wolf, 1999
- (en) The Sky Tower, 2000
- (en) Battle of the Archeosaurs, 2000
- (en) Planet of the Stercorasaurs, 2000
- (en) Hive Fleet Horror, 2000
- (en) The Worms of Hess, 2000
- (en) The Revolt of the Mobiles, 2000
- (en) It Was a Lover and His Lass, 2001
- (en) Domie, 2001
- (en) The Multiplex Fixative, 2003
- (en) Party Smart Card, 2006
- (en) Formic Gender Disorder, 2008

### Recueils de nouvelles
- (en) The Knights of the Limits, 1978
- (en) The Seed of Evil, 1979